# 甑葉プラザ
甑葉プラザ（しょうようプラザ）は、山形県村山市にある総合文化複合施設。

## 概要
2010年5月、村山市の市街地である楯岡地区に開館した総合文化複合施設である。施設内にはホールや学習室、会議室、図書館の他にカフェなども存在する。テラスも含め3階建てとなっている。
甑葉プラザの"甑葉"は村山市にある甑岳と葉山から成り立っている。甑葉プラザという施設名は全国から公募したものが採用され、東にそびえたつ甑岳と西にそびえたつ葉山を仰ぐ場所に建てられた施設であり、この2つの山に見守ってもらいたいという意味が込められている。シンボルマークもこれにそったものが作成された。
利用者は2014年に100万人、2018年6月26日に200万人に達している。

## 施設
- 1階
  - 甑葉ホール
  - カフェ
  - 市民の部屋
  - 徳内広場
  - 村山市立図書館
- 2階
  - メディアルーム
  - 学習室
  - 会議室
  - ラウンジ
  - 研修室(和室)
  - 調理実習室
  - 親子交流広場
- 3階
  - 甑岳テラス/葉山テラス

## 所在地・交通
〒995-0034 山形県村山市楯岡五日町14-20
- JR村山駅より徒歩5分
- 無料駐車場あり（150台収容）

## 利用時間・休館日
甑葉プラザの利用時間のため、中に存在する村山市立図書館やカフェなどの利用時間・休館日は異なる。
- 利用時間
  - 午前8時半〜午後10時（施設使用の申請は平日午後7時、土日午後5時まで）
- 休館日
  - 毎週第4月曜、年末年始